# Scopifera lycagusalis
Scopifera lycagusalis là một loài bướm đêm trong họ Noctuidae.